# Tonite Lets All Make Love in London
Tonite Lets All Make Love in London és la banda sonora de la pel·lícula semi-documental de 1967 de Peter Whitehead sobre l'escena "swinging London" dels anys 60, editada en LP l'any 1968. La pel·lícula es compon d'una sèrie d'actuacions psicodèliques i entrevistes i actuacions en viu de Pink Floyd, juntament amb imatges de John Lennon, Yoko Ono, Mick Jagger, Vanessa Redgrave, Lee Marvin, Julie Christie, Allen Ginsberg, Eric Burdon, Michael Caine i molts altres assistents a un dels concerts de la banda.

## Llista de cançons

### Tonite Lets All Make Love in London. (1968) (Instant Records)

#### Cara A
1. Pink Floyd – "Interstellar Overdrive" (Barrett/Mason/Waters/Wright) – 3:02
This is the edited version of the almost 17 minutes long early take of the song, which is released on the London '66-'67 album and the See for Miles Records release Tonite Let's All Make Love in London ...plus
2. Marquess of Kensington – "Changing of the Guard" (Leander/Mills) – 3:06
3. Twice as Much – "Night Time Girl" (Skinner/Rose) – 3:00
4. Chris Farlowe – "Out of Time" (Jagger/Richards) – 3:36

#### Cara B
1. Pink Floyd – "Interstellar Overdrive" (Reprise) (Barrett) – 0:33
A clip from the beginning of the 17-minute long "Interstellar Overdrive" take.
2. Vashti – "Winter Is Blue" (Bunyan/Skinner) – 3:21
3. Chris Farlowe – "Paint It, Black" (Jagger/Richards) – 3:35
4. Small Faces – "Here Come the Nice" (Marriott/Lane) – 3:10
5. Pink Floyd – "Interstellar Overdrive" (Reprise) (Barrett) – 0:54
A clip from the beginning of the 17-minute long "Interstellar Overdrive" take.

### Tonite Let's All Make Love in London...Plus (1990) (See for Miles Records)
1. Pink Floyd – "Interstellar Overdrive" (Full Length Version) (Barrett/Mason/Waters/Wright) – 16:49
2. "Michael Caine" interview – 0:09
3. Marquis of Kensington – "Changing of the Guard" (Leander/Mills) – 2:52
4. Twice as Much – "Night Time Girl" (Skinner/Rose) – 2:41
5. "Interview: 'Dolly Bird'" – 0:52
6. Chris Farlowe – "Out of Time" (Jagger/Richard) – 3:04
7. "Interview: Edna O'Brien" – 2:23
8. Pink Floyd – "Interstellar Overdrive" (reprise) (Barrett) – 0:33
9. "Andrew Loog Oldham" interview – 0:22
10. Vashti – "Winter Is Blue" (Bunyan/Skinner) – 1:27
11. "Interview: Andrew Loog Oldham" – 1:22
12. Vashti – "Winter Is Blue" (Reprise) (Bunyan/Skinner) – 1:23
13. "Interview: Mick Jagger" – 3:15
14. "Interview: Julie Christie" – 0:46
15. "Interview: Michael Caine" – 1:29
16. Chris Farlowe – "Paint It, Black" (Jagger/Richard) – 3:28
17. "Interview: Alan Aldridge" – 0:46
18. Chris Farlowe – "Paint It, Black (Instrumental Reprise)" (Jagger/Richard) – 0:13
19. "David Hockney" interview – 0:09
20. Small Faces – "Here Come the Nice" (Marriott/Lane) – 3:00
21. "Lee Marvin" interview – 0:46
22. Pink Floyd – "Interstellar Overdrive" (Reprise 2) (Barrett) – 0:54
23. Allen Ginsberg – "Tonite Let's All Make Love in London" (Ginsberg) – 1:09
24. Pink Floyd – "Nick's Boogie" (Mason) – 11:50

### Tonite Let's All Make Love in London (1991) (Immediate Sound)
1. Pink Floyd – "Interstellar Overdrive" (Barrett/Mason/Waters/Wright) – 3:09
2. Michael Caine Interview – 0:09
3. Marquis of Kensington – "Changing of the Guard" (Leander/Mills) – 2:53
4. Twice as Much – "Night Time Girl" (Skinner/Rose) – 2:41
5. "Dolly Bird" Interview – 0:52
6. Chris Farlowe – "Out of Time" (Jagger/Richard) – 3:05
7. Edna O'Brien Interview – 2:23
8. Pink Floyd – "Interstellar Overdrive" (Reprise) (Barrett) – 0:34
9. Andrew Loog Oldham Interview – 0:22
10. Vashti Bunyan – "Winter Is Blue" (Bunyan/Skinner) – 1:28
11. Andrew Loog Oldham Interview – 1:22
12. Vashti Bunyan – "Winter Is Blue" (Bunyan/Skinner) – 1:24
13. Eric Burdon and The Animals – "When I Was Young" (Briggs/Burdon/Jenkins/McQuilock/Weider) – 2:58
14. Mick Jagger Interview – 3:15
15. Julie Christie Interview – 0:46
16. Michael Caine Interview – 1:30
17. Chris Farlowe – "Paint It, Black" (Jagger/Richard) – 3:29
18. Alan Aldridge Interview – 0:46
19. Chris Farlowe – "Paint It, Black" (Instrumental Reprise) (Jagger/Richard) – 0:13
20. David Hockney Interview – 0:09
21. Small Faces – "Here Come the Nice" (Marriott/Lane) – 3:01
22. Lee Marvin Interview – 0:45
23. Pink Floyd – "Interstellar Overdrive (Reprise)" (Barrett) – 0:55
24. Allen Ginsberg – "Tonite Let's All Make Love in London" (Ginsberg) – 1:08